# Uniqlo

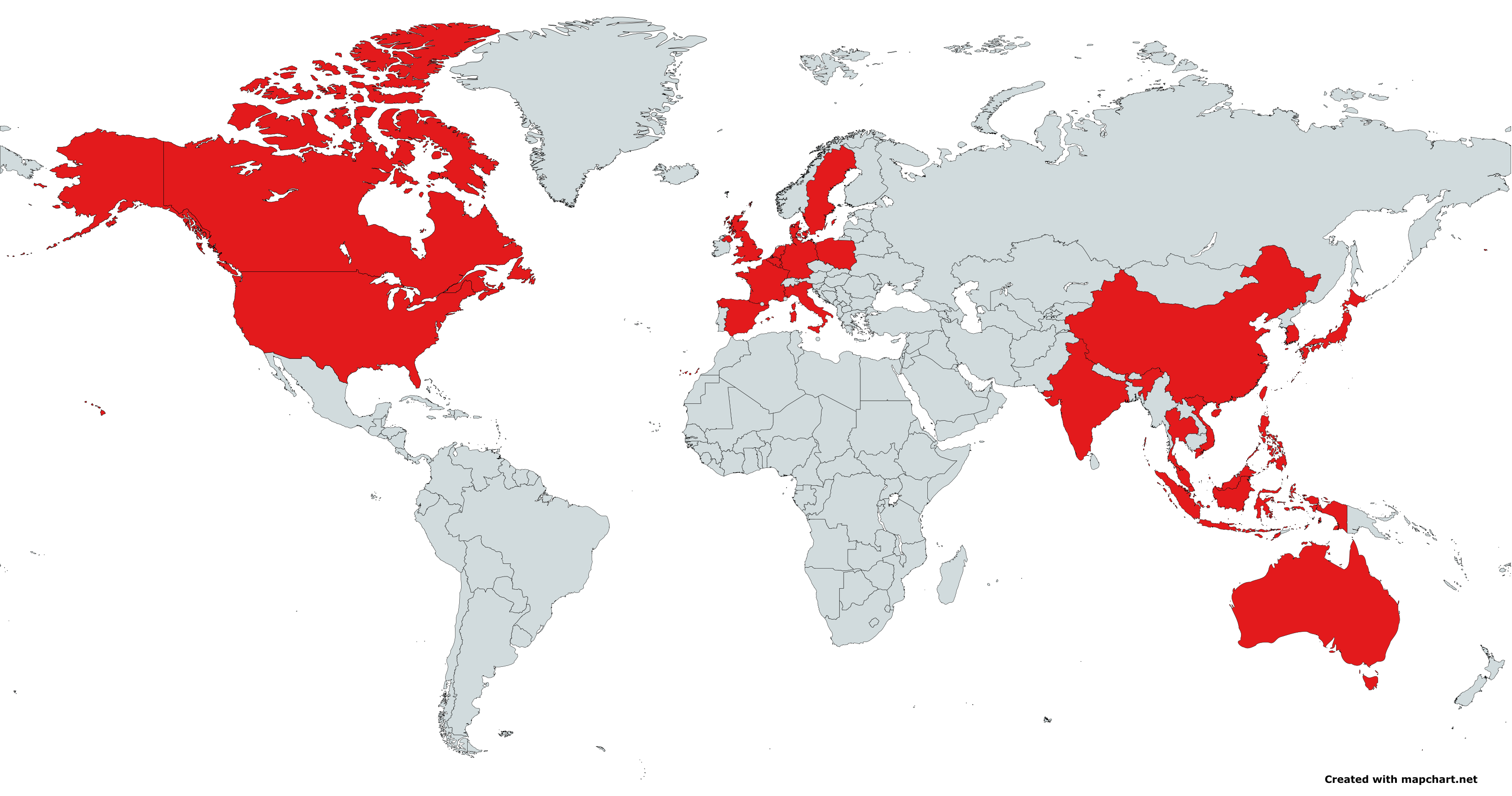
Карта мира, на которой красным выделены страны с магазинами Uniqlo

Uniqlo Co., Ltd. (яп. 株式会社ユニクロ кабусики-гайся юникуро, рус. «Юникло́») — японская розничная сеть повседневной одежды. Компания является дочерней компанией Fast Retailing. По состоянию на 30 ноября 2024 года под вывеской Uniqlo работало 2541 магазин в 25 странах мира.

## История
Компания Ogori Shōji (которая до этого момента управляла магазинами мужской одежды под названием Men’s Shop OS) была основана в марте 1949 года в городе Убе, Ямагути, Япония.
В мае 1984 года она открыла магазин повседневной одежды унисекс в Хиросиме, под названием «Склад уникальной одежды» (англ. Unique Clothing Warehouse). Первоначально бренд собирались зарегистрировать как сокращение от «уникальная одежда» (англ. unique clothing). Однако в 1988 году, во время административной работы в Гонконге по регистрации бренда, сотрудники, отвечающие за регистрацию, неправильно записали букву «С» как «Q», так и родилось название бренда. Затем Тадаси Янаи изменил название магазина на Uniqlo по всей Японии. В сентябре 1991 года название компании было изменено с Ogori Shōji на Fast Retailing, и к апрелю 1994 года по всей Японии работало более 100 магазинов Uniqlo.
В 1997 году компания Fast Retailing переняла у американского ритейлера Gap набор стратегий, известных как «SPA» (от англ. specialty-store/retailer of private-label apparel), что означает, что они будут производить свою собственную одежду и продавать её исключительно. Для реализации этой стратегии компания привлекла консалтинговую компанию The Brand Architect Group, которая занималась консультированием по вопросам розничной торговли, визуального мерчендайзинга и выкладки, дизайна магазинов и нового логотипа, разработанного Ричардом Сейрини и Сай Ченом из лос-анджелесского офиса The Brand Architect Group. Uniqlo начала передавать производство одежды на фабрики в Китае, где рабочая сила была дешёвой, что стало устоявшейся корпоративной практикой. В то время Япония находилась в глубинах рецессии, и недорогие товары оказались популярными. Рекламные кампании, качество одежды и новая планировка розничных магазинов также оказались плодотворными.

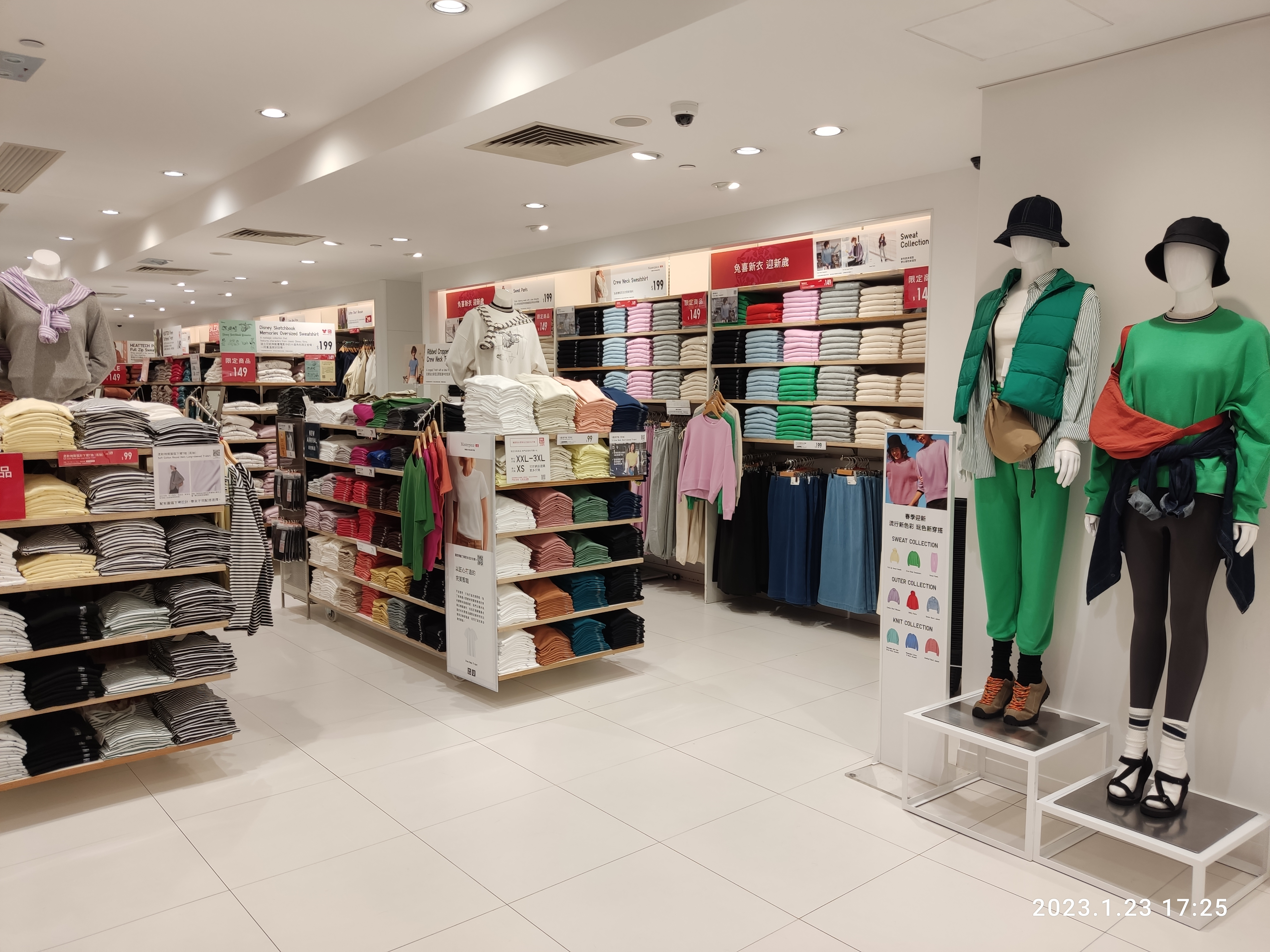
Торговый зал Uniqlo в Гонконге в 2023 году

В ноябре 1998 года компания открыла свой первый городской магазин Uniqlo в модном токийском районе Харадзюку, и вскоре торговые точки распространились в крупных городах по всей Японии. В 2001 году оборот продаж и валовая прибыль достигли нового пика, в Японии насчитывалось более 500 розничных магазинов. Когда Uniqlo решила расширяться за границу, она отделила Uniqlo от материнской компании и основала в Китае компанию Fast Retailing Apparel. В 2002 году был открыт первый китайский магазин Uniqlo в Шанхае, а также четыре зарубежных магазина в Лондоне, Англия.

### Uniqlo в России
2 апреля 2010 года сеть Uniqlo открыла первый магазин в одном из московских торговых центров. Открытие сопровождалось выступлением группы японских барабанщиков Utsuwa.
В 2015 году на Россию приходилось около 2 % глобальных продаж Uniqlo.
На июль 2017 года российская сеть японских магазинов одежды состояла из 19 точек (15 в Москве и четыре в Санкт-Петербурге). В июле Uniqlo сообщила о выходе в российские регионы — первый региональный магазин должен появиться в Казани в ноябре 2017 года.
На 28 февраля 2022 года российская сеть японских магазинов одежды состояла из 50 точек. 7 марта 2022 года на фоне санкций против России в связи со вторжением на Украину компания заявила, что Uniqlo не будет уходить из страны, несмотря на массовый уход других брендов. Президент Fast Retailing Тадаси Янай заявил, что «Одежда — это жизненная необходимость. Народ России имеет такое же право на жизнь, как и мы». Однако 10 марта 2022 руководство сети изменило своё решение и объявило о временном уходе бренда из России. На 28 февраля 2023 года российская сеть японских магазинов одежды состояла из 17 точек. На 31 мая 2023 года в России закрылись все магазины компании.